# Párvusz
Párvusz (apel·latiu de Norbert Kiss Budapest, l'1 de març de 1981) és un artista gràfic hongarès.

## Estil i treballs

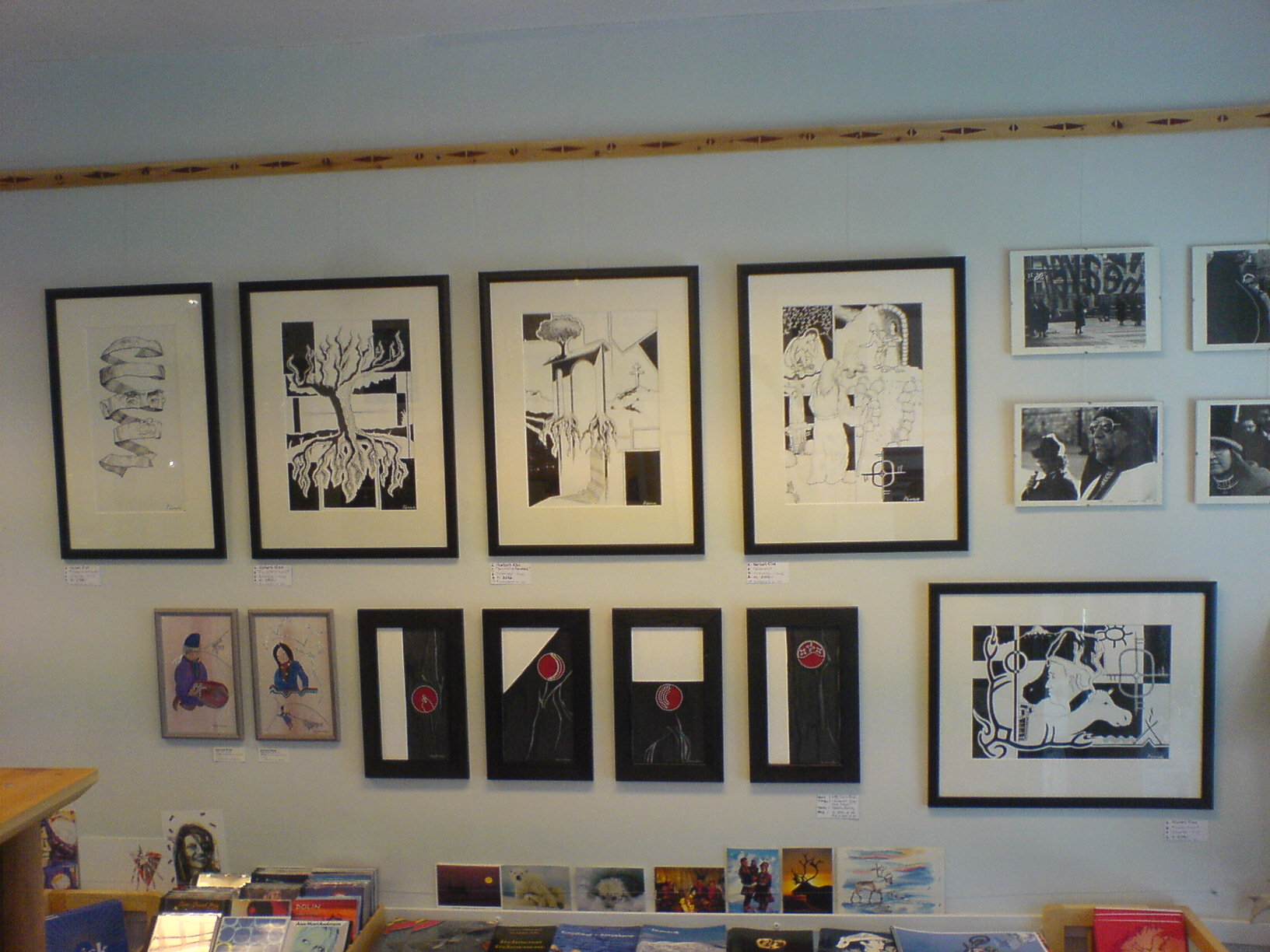
Dibuixos de Párvusz a Noruega.

Va estudiar a Budapest i a Szeged. En general l'art de Párvusz sobre la base de tinta xinesa, aquarel·la que utilitza de vegades, però el color bàsic és el blanc i negre.
L'artista hongarès Endre Szász i l'artista holandès MC Escher van influir en el seu art i el 2004 va trobar el seu propi estil, després de les dues obres el nom de la persona. El 2005 se'n va anar a Lapònia, després que el retorn a Hongria que va començar a dibuixar amb símbols lapons. El millor d'aquesta era és la Mona Lisa sami, que es va vendre a Noruega. El 2007 set quadres van ser exposats en una galeria noruega de Tromsø. El 2009 trobà una altra forma del seu art i va començar a gravar en fusta.

## Obres

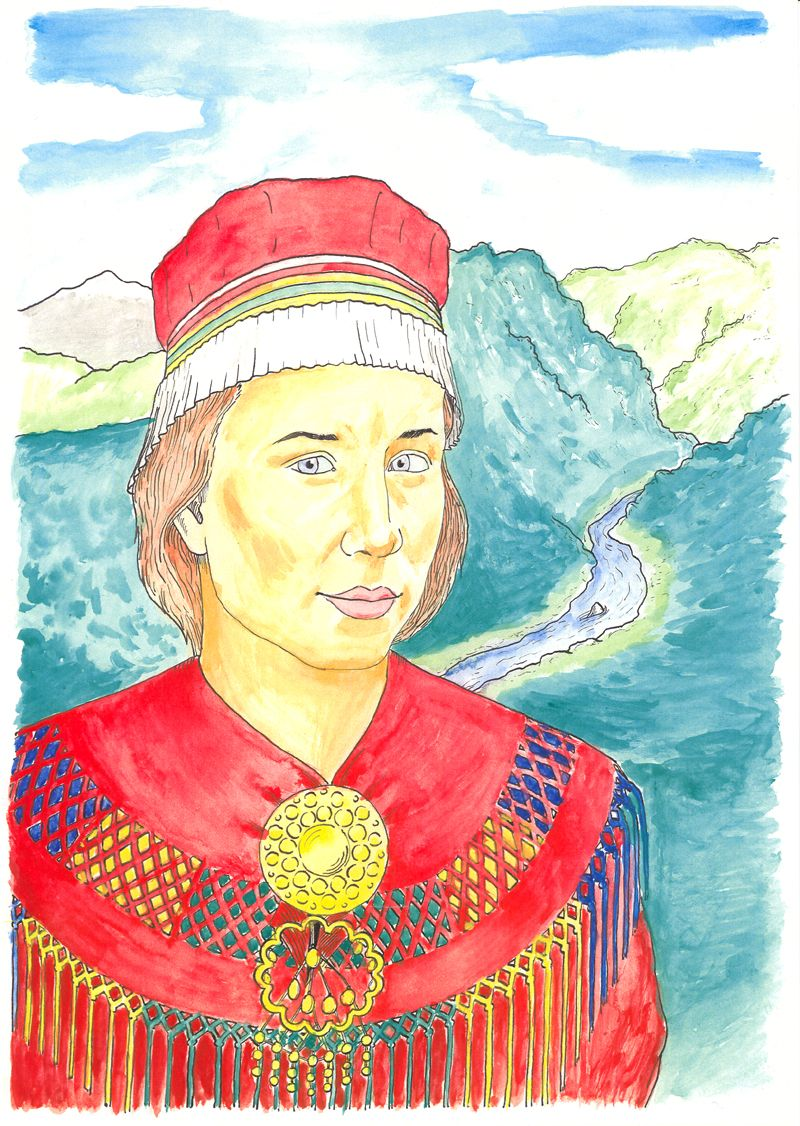
Saami Mona Lisa
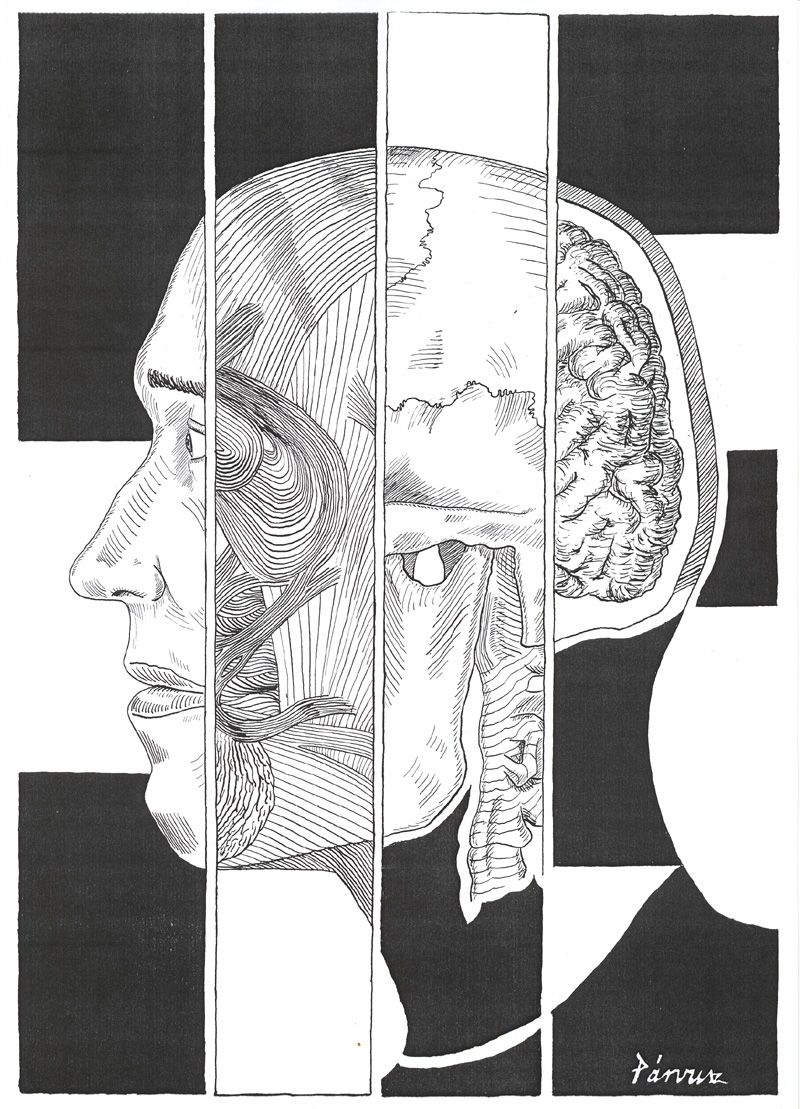
Anatomia de quatre peces
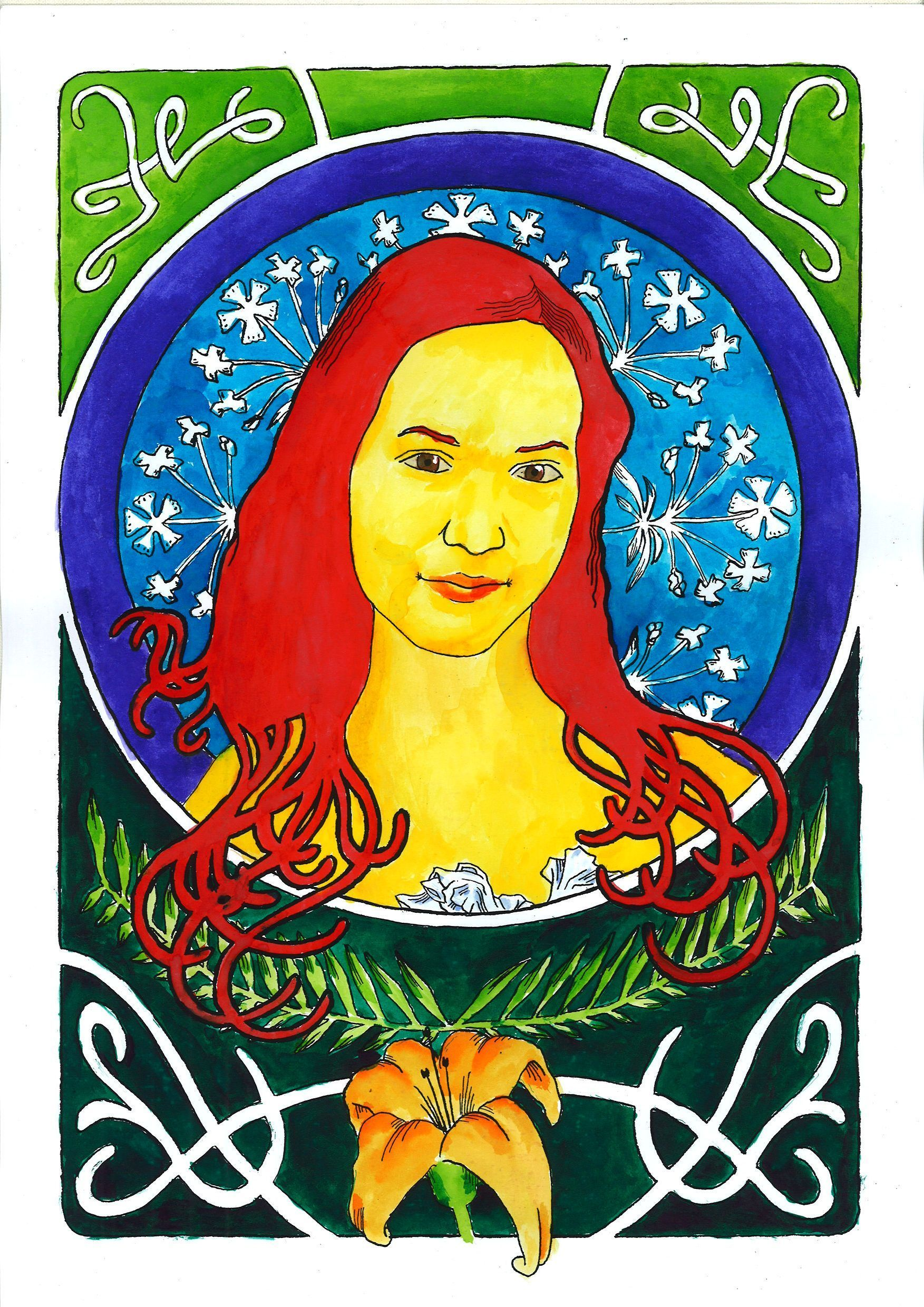
Martha en l'estil de Mucha
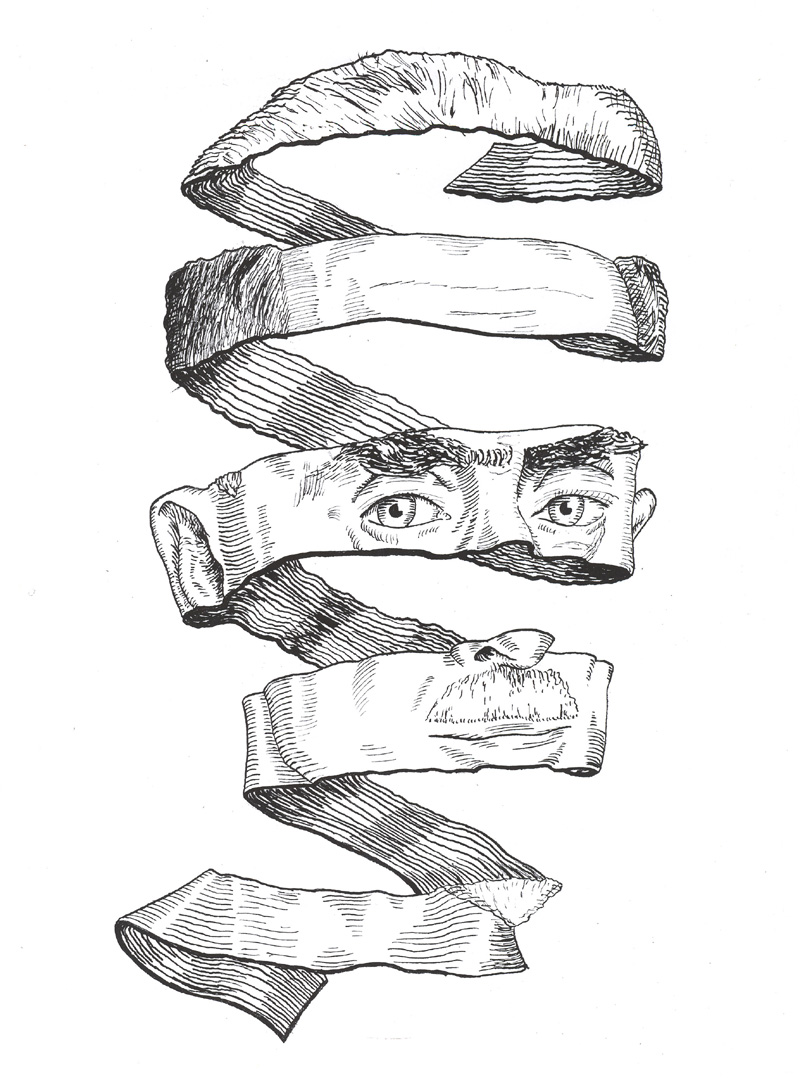
M. C. Escher en el seu propi estil
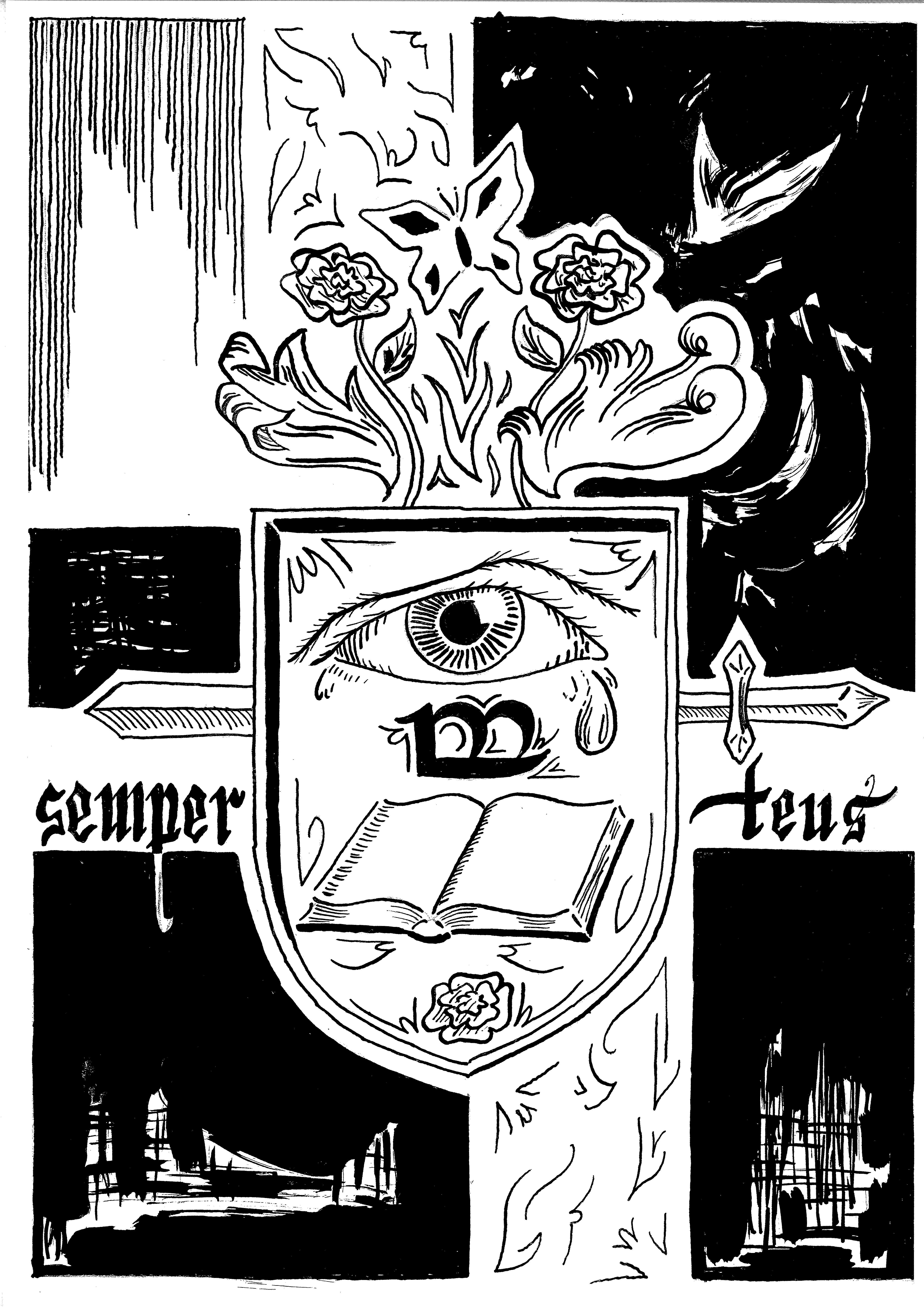
Escut d'armes de Martha
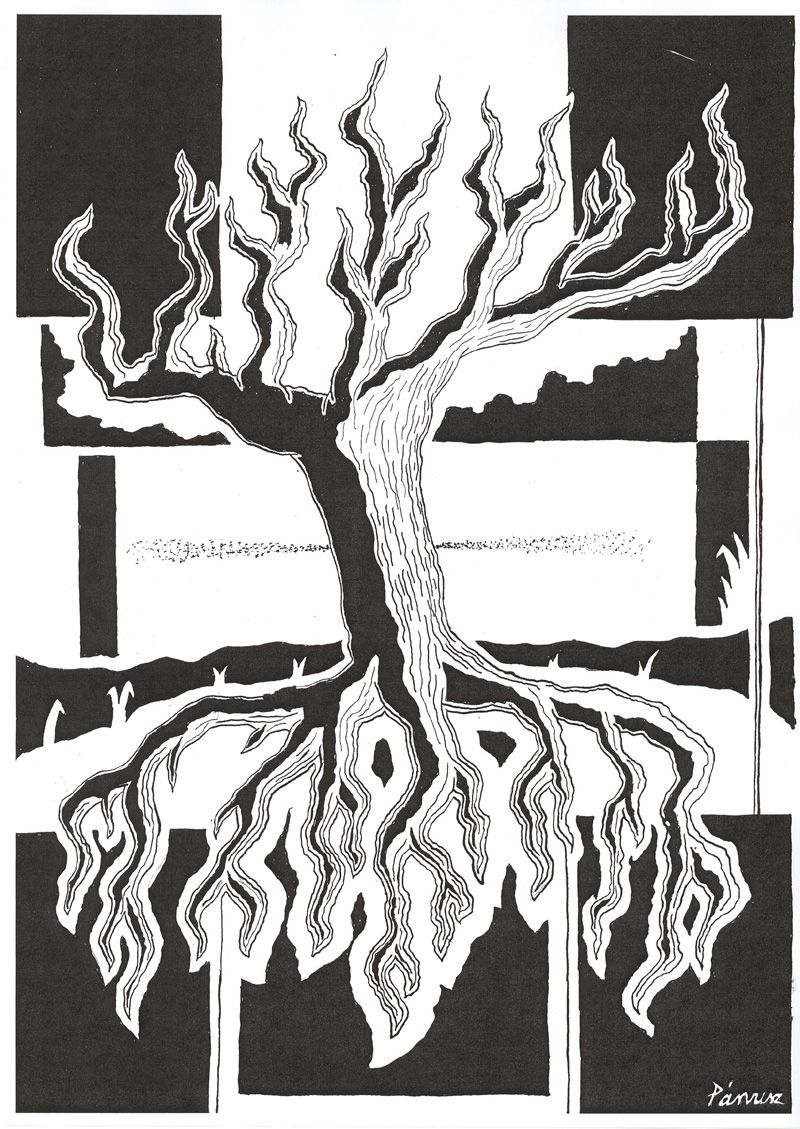
Arbre - Arrel
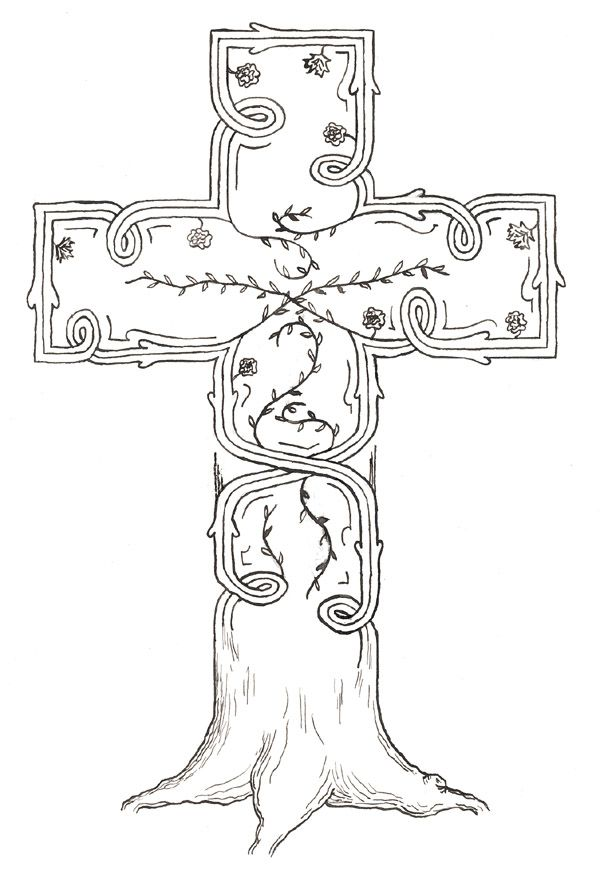
Creu número 1
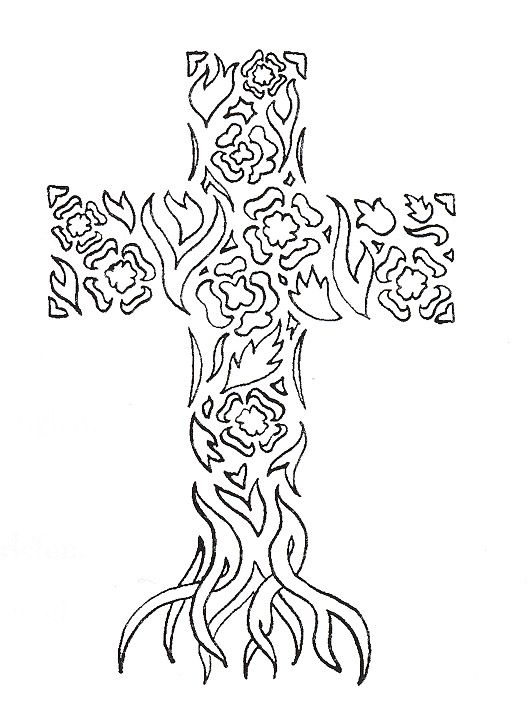
Creu número 2
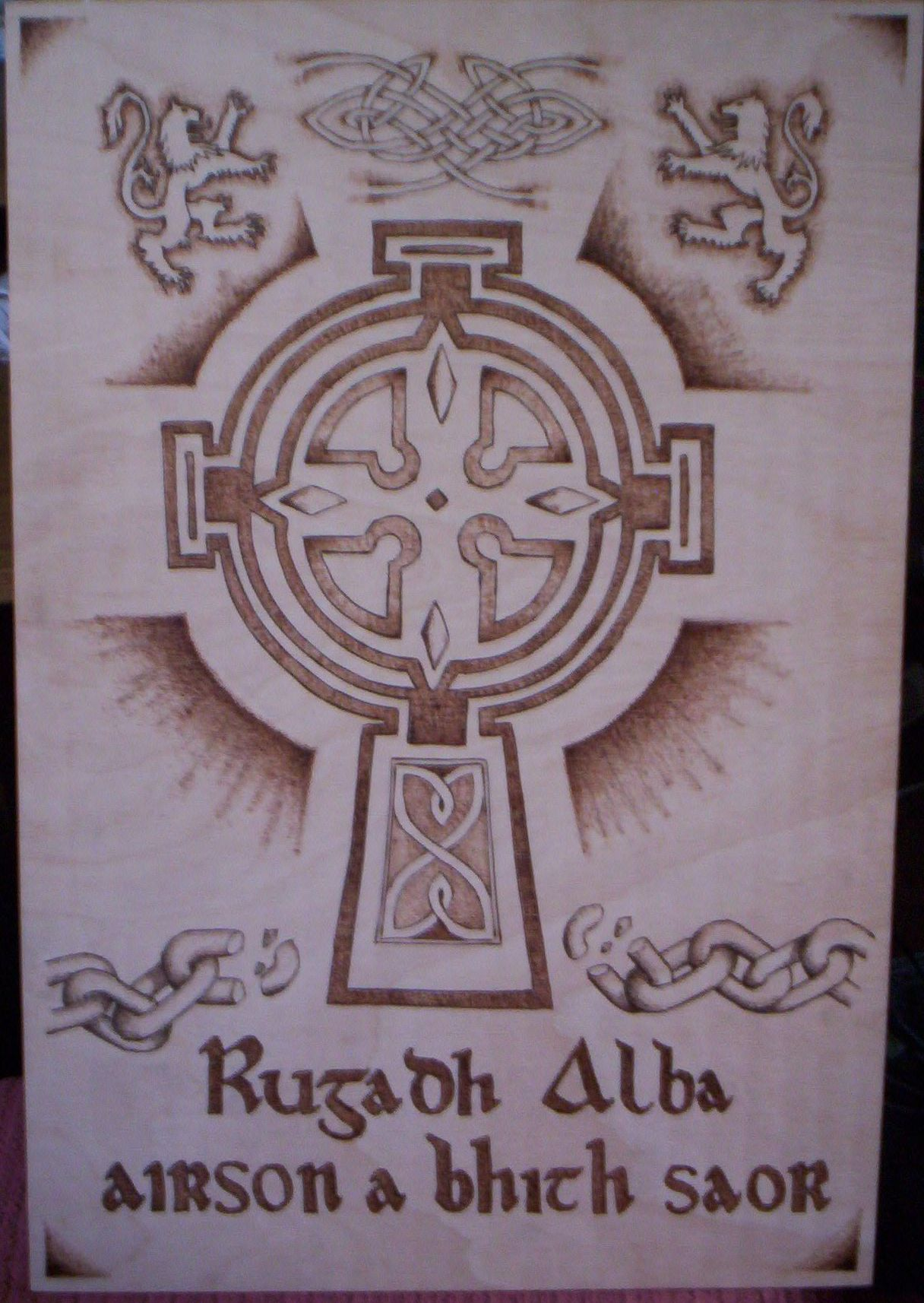
Creu celta
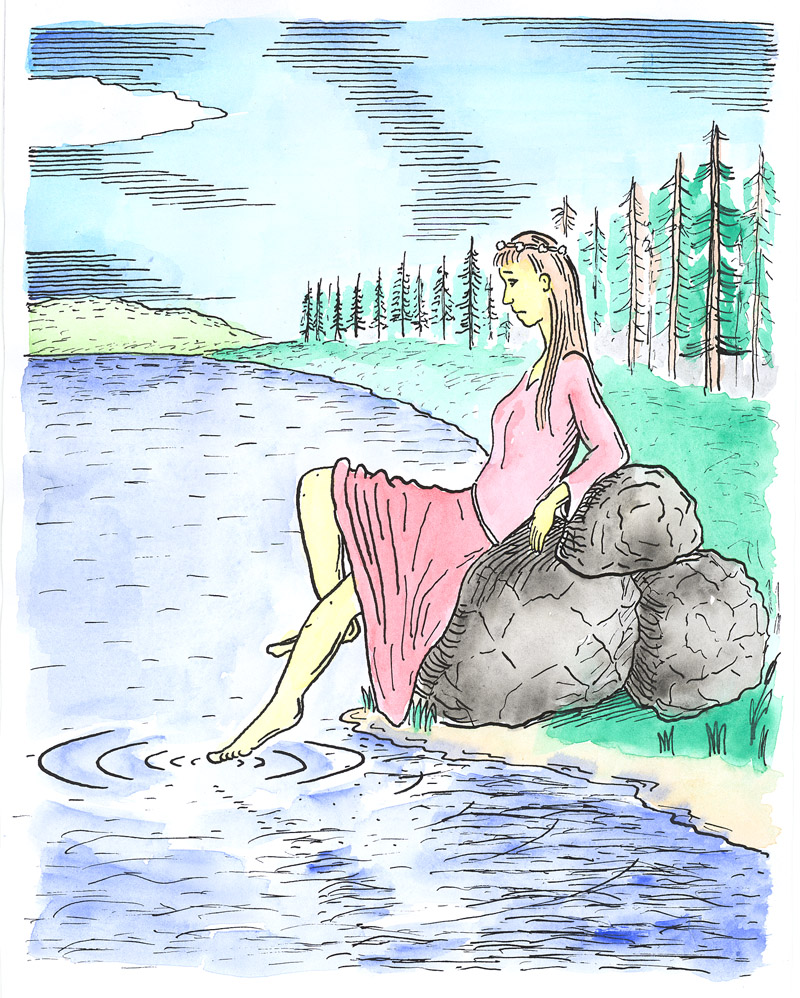
Aino de la Kalevala
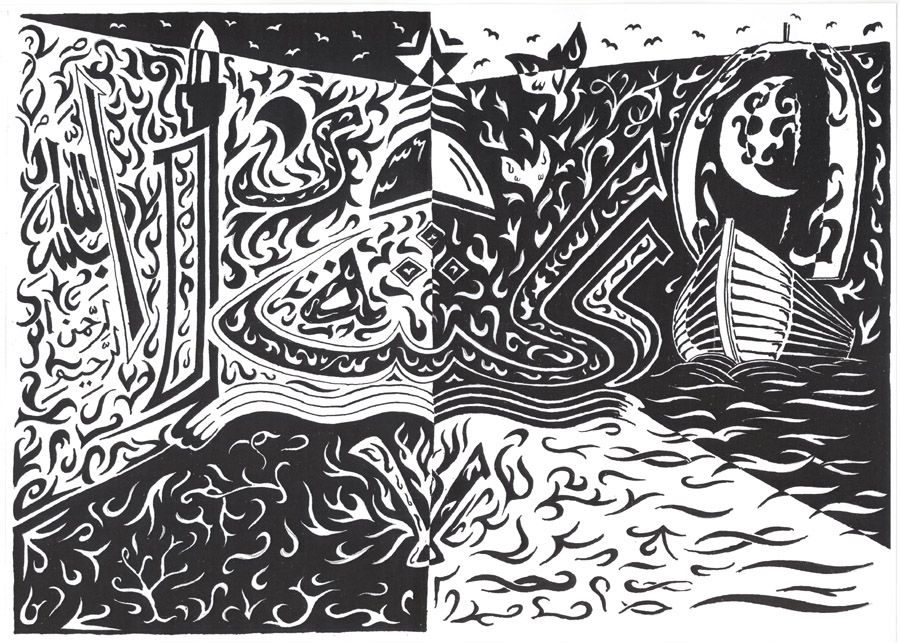
El 'Kish'
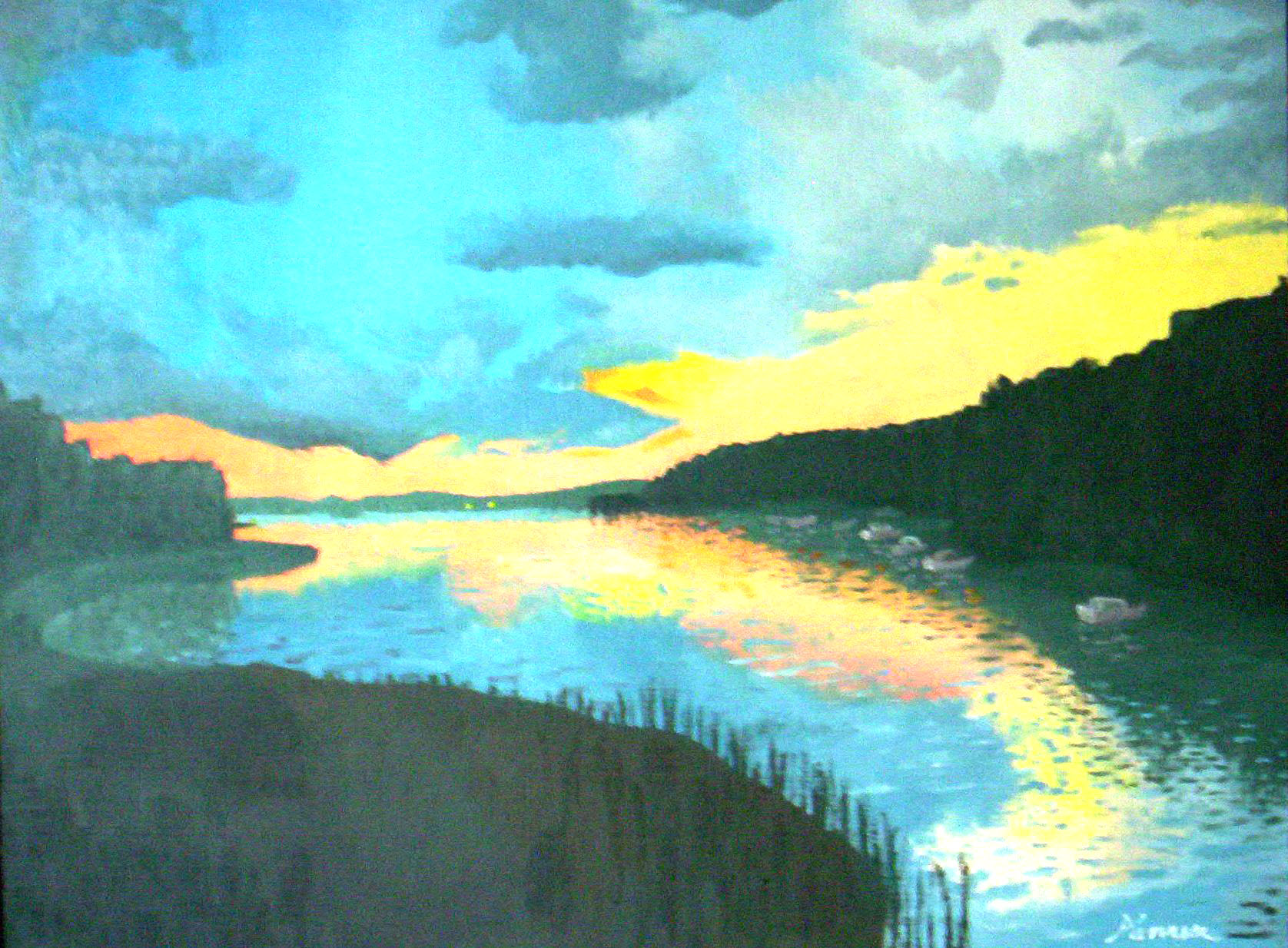
Ocàs en Hèlsinki. Pintura a l'oli. 82 cm x 62 cm